# 浅倉愛
浅倉 愛（あさくら あい、1993年10月28日 - ）は、日本のAV女優。埼玉県出身、ファイブプロモーション所属。

## 略歴・人物
前職は飲食店勤務で自ら現在の事務所に応募し業界入り。2014年3月、ビデオメーカー・h.m.pの専属女優として「処女宮」でAVデビュー。6月でh.m.pを卒業。同年9月よりビデオメーカー・マックス・エーの専属女優として移籍し11月に卒業。以降は企画単体女優として多数の作品をリリースしている。
趣味は、運動すること、バスケットボール。特技は、料理で調理師免許を持っている。

## 出演作品

### イメージDVD
- 初裸 65（2014年3月6日、グラッツコーポレーション）[5]

### アダルトDVD
2014年
- 処女宮（3月7日、h.m.p）
- アサクラハウス（4月4日、h.m.p）
- 浅倉愛発売記念 処女宮 ロマンチック・ベスト 4時間（4月4日、h.m.p）※総集編、撮り下ろしコメントを収録
- 絶対終わらせない♥限界射精SEX（5月2日、h.m.p）
- 嫉妬するほどの濃厚接吻と精液ごっくんSEX（6月6日、h.m.p）
- AVアイドルをくすぐっチャオ♪（7月1日、h.m.p）※AV OPEN 2014（ミドル級）参加作品
- ベスト4時間（9月5日、h.m.p）[6]※総集編
- New Heroine（9月12日、マックス・エー）[7]
- 覚醒。 目覚めたSの衝動（10月10日、マックス・エー）
- 官能小説 従姉のショーツ（11月14日、マックス・エー）

2015年
- 妻を他人に寝取らせた俺（1月8日、アキノリ）
- 壁越しでも聞こえてくる隣の家からの喘ぎ声を注意すると母親ではなく高校生の娘が恥ずかしそうに謝りに来たので押し倒したら拒みつつも全身ビクビクでイキまくった2（1月8日、ナチュラルハイ）
- 麗しのレースクィーンと性交（1月9日、ドリームチケット）
- かわいい女子大生限定！男友達と初めての1泊2日（1月13日、はじめ企画）
- 温泉レポートだけのはずが…素人妻ほろ酔いダマし撮り! 露天で口説いて浮気SEX完全盗撮! Case6（1月25日、ビッグモーカル）
- 親友に寝取られた俺の彼女・・・（2月5日、ヒビノ）
- 街行くアカンそうな素人をナンパ！「そんなアカン娘を逮捕！」手錠かけてHな事しちゃいましたPART4（2月11日、プレステージ）
- 「DANDY鉄板ワザSPECIAL キスまで3cm 女子大生だらけの路線バスで吐息がかかるほど密着！さらに尻と股間にチ●ポを擦りつけ発情させてヤる」VOL.1（2月19日、DANDY）
- パソコンに入っていた自分の母親のハメ撮り動画で興奮した隣の家の娘と恥ずかしい姿を見られ拒めなくなった母親を並べて親子丼 3（2月19日、ナチュラルハイ）
- 「お金、いっぱい欲しい?！」高時給に釣られて集まってきたJ○娘たち（3月3日、プレステージ）
- シングルマザー限定！！危険日直撃！100万円争奪！生中出しじゃんけん大会！8（3月5日、Mr.michiru）
- 霞ヶ関で働く高学歴OLが通うマンション整体マッサージ2（3月11日、プレステージ）
- 「制服・下着・全裸」でおもてなし またがりオマ○コ航空4 逆3Pサービス便（3月19日、SOD）
- 高校生活もあと1年を迎え、思い出作りのために写真部のぼくが女子達の写真を朝から晩まで撮らされることに。もともと女生徒が多い学校なので、ほぼ女子校ノリでパンツ見せブラ見せなどは当たり前！ファインダー越しに見る生々しいパンツやブラは、風景や動物しか撮ったことのない僕には刺激が強過ぎていとも簡単に勃起！するとそれを見た女子たちが…（3月19日、Hunter）
- 通勤時にいつも電車で見かける地味で大人しそうな子。声も出しそうにないのでそ～っと悪戯してみると失禁するほど感じた挙げ句、僕の手を掴み「もっと…」とおねだりしてくる変態っ娘だった!（4月1日、プレステージ）
- 図書館貧乏ゆすり痴漢 図書館で彼氏と一緒に勉強しているナマ足敏感女子校生に貧乏ゆすりのフリをして、足を太ももに擦り付け愛液が糸を引くほど感じさせろ!!（4月9日、APACHE）
- 学校の帰りにエロプリしているJ○にガチ交渉！スケベな事しか考えていないならエッチな事させてください！2（4月10日、プレステージ）
- 旦那が長年抱いていた異常な寝取られ願望を完全生収録 大切な家族をまとめて巨根チ○ポで完全支配してください…女の悦びを忘れた妻・絶頂の快楽を知らない長女・幼い未発達マ○コの次女が愛液を垂れ流し自ら膣内に求めるほどのデカチン奴隷に堕ちる記録映像（4月23日、ディープス）
- お電話を頂ければ、あなたの自宅で巨乳女子大生が「宅飲みコンパニオン」としてお酌をしてくれます！お触り禁止のルールだけどノリノリの彼女たちは酔っぱらうとおっぱいを見せてくれてまさかの中出しまでさせてくれる…。（4月23日、Mr.michiru）
- 無料お試しマッサージの勧誘男にご注意！私は騙され中出しされました…（4月25日、かぐや姫（メロウムーン））
- 長女・次女・三女・四女・母との家族内王様ゲーム さえない長男がチ〇ポ一本で朝から晩まで5人全員のマ〇コを独り占め！家族が生まれ育った我が家でやりたい放題の連続中出し！近親相姦大乱交!!（5月9日、ディープス）
- 夫の留守中に襲われ這いつくばって逃げるも後ろからねじ込まれ寝バック激ピストンで何度も痙攣イキする人妻（5月9日、ナチュラルハイ）
- 転校したら男は僕一人ぼっちだった…。9（5月21日、アキノリ）
- 合宿中は連続セックスで全部員を励ます、3名の献身的な女子マネージャー（6月6日、SOD）
- 恋するサプリ 2錠目-新しいカレ-（6月6日、SILK LABO）
- 舐め好き痴女の膣シゴき腰振りセックス（6月7日、プレミアム）
- コスチックエンジェルスVOL.01 ガードエンジェル（6月12日、GIGA）
- 美脚黒ストッキング見せメンズエステ（6月18日、アイエナジー）
- 介護してくれるヘルパーさんの胸チラが偶然見え、僕は思わず勃起してしまいました（6月25日、かぐや姫（メロウムーン））
- 愚かな兄弟に犯された姉（7月1日、GLAY'z）
- 相席居酒屋でナンパした仲良し2人組をお持ち帰り。コソコソHしていると隣の部屋にいるガードの堅い女友達はヤラせてくれるか 其の弐（7月1日、変態紳士倶楽部）
- 2015年ドリームチケット上半期総集編 THE4時間（7月4日、ドリームチケット）
- デリヘル嬢に成り下がった元お嬢様クラスメイトに抜かずの5発中出し（7月9日、アイエナジー）
- SEXのハードルが異常に低い世界 10スペシャル（7月23日、ディープス）
- 禁断の男女の関係は密室の中で理性or性欲どちらが勝る!?街で声を掛けた固～い関係の一般男女を2人っきりにしたら、果たして一線を越えてしまうのか…！？Vol.02（7月25日、ナンパJAPAN）
- 焦らしセンズリ鑑賞 目の前にチ●ポがあるのに‘待て’を命じられた雌妻たち（7月25日、かぐや姫（メロウムーン））
- OLスーツ倶楽部 入社2年目愛さんの長身・美脚スーツ（7月31日、JAMS）
- 女子校生に癒されたい！オマ●コぴちゃぴちゃ指入れ自画撮りオナニーvol.01（8月1日、GLAY'z）
- 日○体育大学併設 競泳アスリートばかりを狙うスポーツトレーナー整体治療院5（8月1日、変態紳士倶楽部）
- 逆媚薬!?欲求不満のいやらしい美人妻は、家にやってきた男に媚薬を飲ませては挑発し、何度も何度も中出しさせるのでした。 2（8月1日、プレステージ）
- 女上司にHの練習だからとお願いしまくって社内で素股してたら「あっ！生で入っちゃった！」気持ち良いからそのまま中出し（8月15日、ピーターズ）
- 昼尻妻Vol.02 誘惑Tバックに挿れたい…。（8月28日、GIGOLO(ジゴロ)）
- 「可愛い！」と思える顔だけで選んだ入社1週間未満の新人従業員にこっそり媚薬を飲ませ強制発情！！社内倉庫で声を我慢しながらガクブル潮吹きしちゃう超敏感女を痴漢してヤル！！2（8月28日、SCOOP(スクープ)）
- 10発中出しするまで勃起させちゃうお姉様SEXテクニック（9月1日、ワンズファクトリー）
- 快感に酔いしれる美女（9月1日、S-Cute）
- 帰宅の瞬間を襲われた女子校生中だしストーキングレイプSCR-124（9月1日、GLAY'z）
- 総勢42人60SEX！！危険日直撃！生中出しじゃんけん大会！総集編500分（9月10日、Mr.michiru）
- はじめ企画2015年 上半期総集編 素人娘55人（9月13日、はじめ企画）
- 不倫SEX中に旦那から着信アリ！ハメたまま電話に出させたら急激に感度上昇↑こっそりゴムを外し他人の精子をたっぷり注入され種付け中出しされた美人妻（9月25日、UMANAMI）
- 完全盗撮 ご乗車ありがとうございます!運賃タダにしますからオナニー見せてください!フェラしてください!～ナンパ運転手の誘いに、素人娘はどこまでヤるのか?!～（9月25日、ナンパJAPAN）
- OL全身女体図鑑 第三号（10月25日、アロマ企画）
- 私の子宮を射精でオとして（11月1日、ワンズファクトリー）
- 舐めて舐めてイカセまくり!クンニでイキまくり絶頂娘100人4時間（11月1日、GLAY'z）
- 感じながらトロトロおま○こでイカせてくれる騎乗位お姉さんBEST（11月7日、プレミアム）
- ガチ連続絶頂イキまくり黒パンスト挑発オナニー（11月15日、プリモ）